# Handroanthus chrysanthus

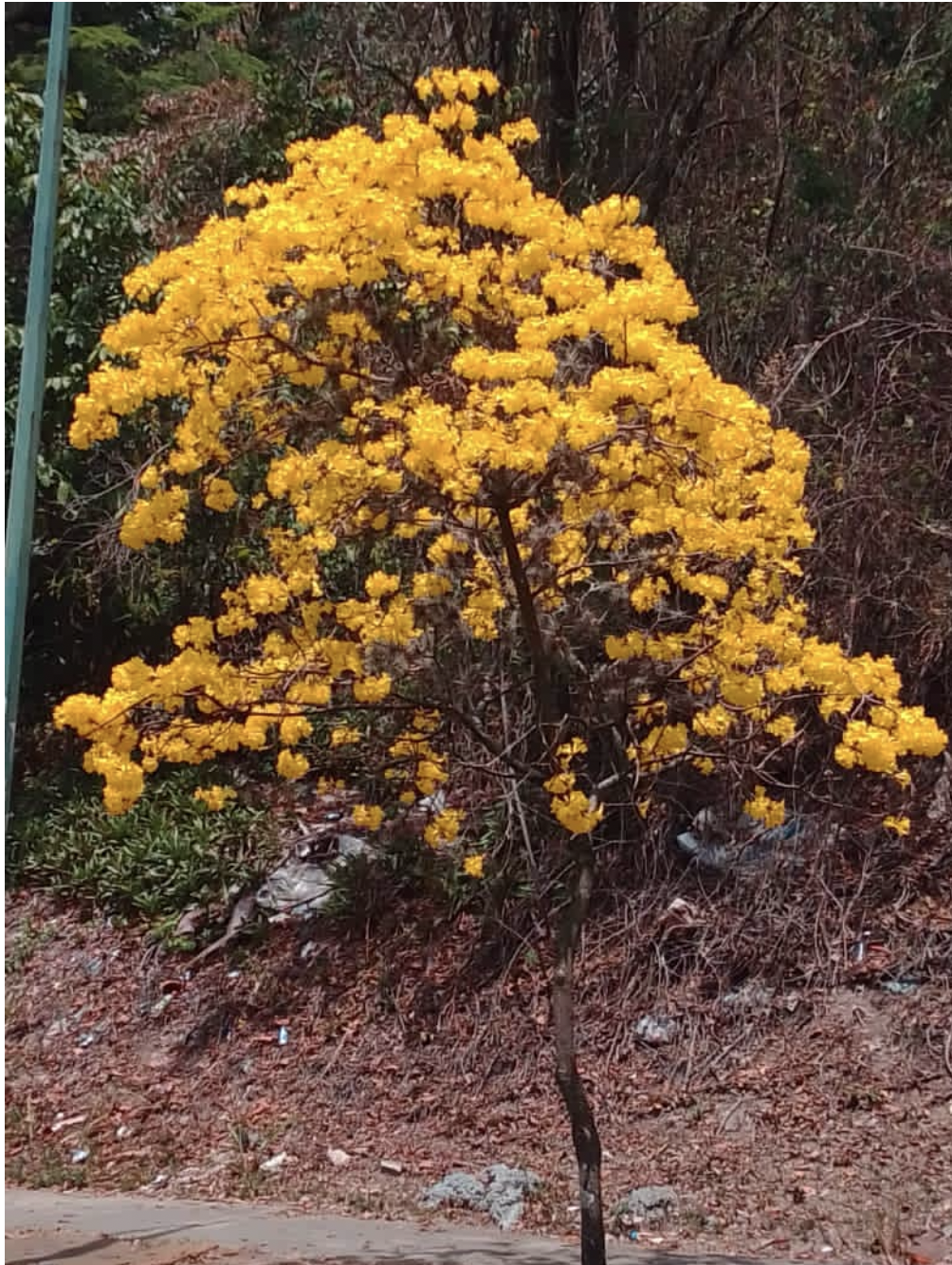
Araguaney pequeño en Caracas

Handroanthus chrysanthus o Tabebuia chrysantha es una especie de la familia Bignoniaceae, también conocido con los nombres de 'araguaney', 'guayacán amarillo', 'cortés amarillo', 'flor amarillo' 'guayacán', 'zapatillo', 'zapito', 'roble amarillo', 'lapacho amarillo', 'cañahuate' y 'tajibo', es nativo de los bosques secos de la zona intertropical americana. Es un árbol famoso por sus flores de un color amarillo intenso, por su valor ornamental y presencia fue declarado árbol nacional de Venezuela en 1948.

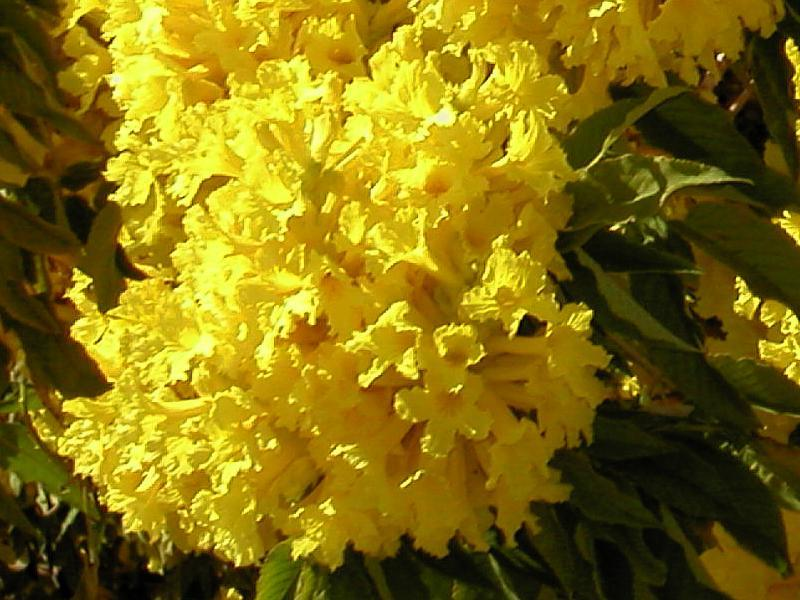
Flores

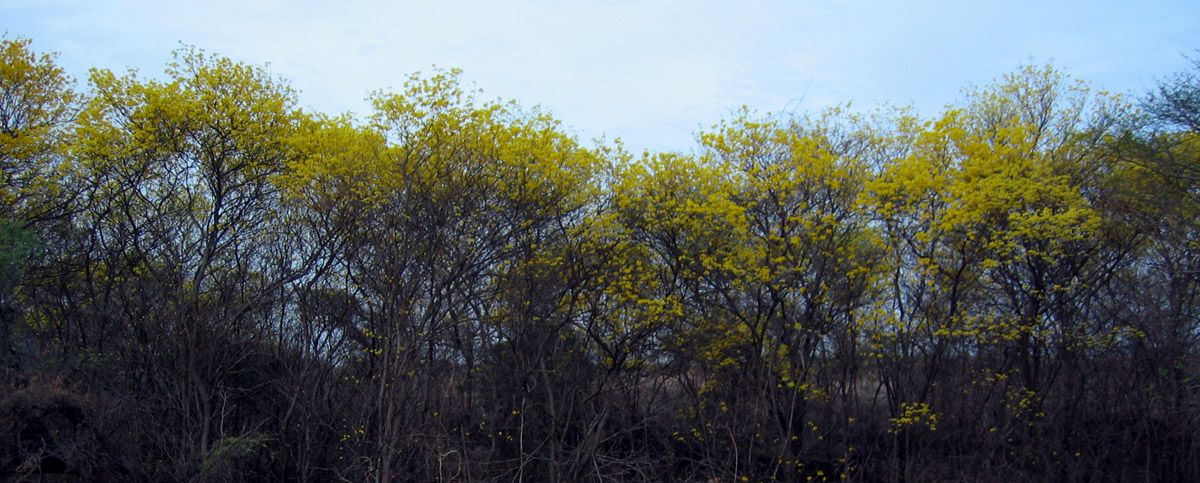
Araguaneyes en flor, Anzoátegui, Venezuela.

## Descripción
Es un árbol que alcanza hasta 35 m de alto o más; el tronco puede llegar a tener un diámetros de hasta 60 cm, es caducifolio (que pierde las hojas en condiciones de sequía), ramas escasas gruesas y ascendentes; fuste recto. La corteza es áspera de color gris a café oscuro, tiene grietas verticales, profundas y forman placas anchas de color café oscuro. Raíces grandes y profundas, hojas opuestas, con 5 hojuelas, de 5 a 25 cm de largo y de 8 a 20 cm de ancho.
Sus flores campanuladas (forma de campana), grandes, en grupos de inflorescencias, de 5 a 12 cm de largo, de color amarillo claro, muy vistosas con líneas rojas en el cuello. Los frutos son cápsulas cilíndricas, angostas, de 11 a 35 cm de largo y 0,6 a 2 cm de ancho, dehiscentes (que se abre espontáneamente a la madurez). Semillas aladas, aplanadas, de 1,5 a 2 cm de largo y 1 cm de ancho, de color gris plateado.

## Distribución y hábitat
Se encuentra en un rango altitudinal que va del nivel del mar hasta los 1700 m s. n. m., con precipitaciones anuales de 1500 a 3000 mm y temperaturas de 18 a 23°. Prefiere suelos de textura franca a franco arenosa con buen drenaje interno y externo y un pH de 6 a 8,5. La especie es originaria de América Tropical desde México a través de América Central hasta Colombia, Venezuela, Ecuador y Norte de Perú.
El araguaney crece en los bosques tropófilos de los llanos venezolanos, en áreas de clima Aw e incluso BS (intertropical semiárido) según la clasificación climática de Köppen, en las zonas semiáridas del norte de Venezuela, así como de otros países americanos.

## Ecología
Planta de crecimiento lento y larga vida que se propaga por semillas, florece entre enero y abril, y fructifica entre febrero y junio. Si la temporada lluviosa se retrasa puede volver a florece y fructificar con menor intensidad para asegurar su reproducción. En Ecuador el afloramiento se produce en el final de la época seca desde finales de octubre a diciembre. Es polinizada por aves e insectos, y se propaga anemocoria (viento) y zoocoria (animales).

## Taxonomía
Handroanthus chrysanthus fue descrita por (Jacq.) S.O.Grose y publicado en Systematic Botany 32(3): 664. 2007.

### Etimología
Handroanthus: género creado por J.R. Mattos en 1970 para diferenciar parte de las especies del género Tabebuia. El nombre Handroanthus fue un honor al botánico brasileño Oswaldo Handro (1908-1986).
chrysanthus: epíteto latíno que significa (‘con flores de color dorado’).
El nombre común Araguaney proviene del caribe arevenei, mientras que guayacán proviene del taíno waiacan.
Variedades
- Handroanthus chrysanthus subsp. meridionalis (A.H.Gentry) S.O.Grose
- Handroanthus chrysanthus subsp. pluvicola (A.H.Gentry) S.O.Grose

Sinonimia
- Bignonia chrysantha Jacq.
- Handroanthus chrysanthus subsp. chrysanthus
- Tabebuia chrysantha (Jacq.) G.Nicholson
- Tabebuia rufescens J.R.Johnst.
- Tecoma chrysantha (Jacq.) DC.
- Tecoma evenia Donn.Sm.
- Tecoma palmeri Kraenzl.

subsp. meridionalis (A.H.Gentry) S.O.Grose
- Tabebuia chrysantha subsp. meridionalis A.H.Gentry
- Tabebuia spectabilis (Planch. & Linden) G.Nicholson
- Tecoma chrysantha subsp. meridionalis A.H.Gentry
- Tecoma spectabilis Planch. & Linden[12][13]

## Relación con el ser humano
Su madera es considerada como una de las más duras y pesadas en los neotrópicos. Es difícil de cepillar y cortar, durable y muy resistente a las termitas y al agua salada. Es utilizada en construcciones de muebles, carrocerías, pisos para uso industrial, durmientes, artesanías finas. Es usado como planta ornamental en parques, jardines, plazas y avenida, también ha sido empleada en arboricultura urbana, cercas vivas decorativas, para sombra y embellecimiento de fincas. Es excelente especie melífera, y esta planta se considera una especie amenazada. No hay amplia evidencia médica sobre sus usos, sin embargo de forma tradicional se le usa para tratar artritis, el paludismo y como depurador de la sangre.

### Nombres comunes
En Brasil es llamado ipê o ipê amarelo (ipé amarillo). En Paraguay es considerado Árbol Nacional y es llamado Lapacho Amarillo. El árbol es conocido como araguaney en Venezuela, guayacán en Ecuador, Perú y Panamá, guayacán amarillo. Se le llama roble amarillo en República Dominicana y floramarillo o cañahuate en Colombia, lapacho o tají amarillo en Argentina y Paraguay, y tajibo en Bolivia. Uno de sus sinónimos "flor amarillo" es epónimo de una localidad ubicada en la ciudad de Valencia (Venezuela), estado Carabobo, Venezuela; dado que abundaban en dicho sector.[cita requerida]